# 李寶利
李寶利（英語：Umberto Rispoli；1988年8月31日—），是意大利騎師，被馬迷暱稱為「小寶」、「寶利」。現時於美國策騎。

## 策騎事跡

### 見習騎師
李寶利是意大利籍騎師，於2005年開始從騎，並以見習騎師身份在當地出賽。李寶利於2009年度馬季取得了破紀錄的245場頭馬勝仗，首度榮譽意大利冠軍騎師殊榮。2010年，李寶利再度奪得意大利冠軍騎師頭銜，成功衛冕。李寶利在意大利策騎期間曾兩度勝出當地一級賽，包括於2010年顆拍「Aoife Alainn」勝出泰斯奧錦標，以及於2011年夥拍「易得中」攻下了共和國總統大賽。

### 在港策騎主要事跡
除了在意大利策騎外，李寶利亦曾於世界不同地方客串策騎，包括日本、英國、法國、德國及香港，並且悉數取得頭馬勝仗。2011年1月，李寶利獲日本中央競馬會發出短期策騎牌照，並在當地策騎了三個月。在短短的策騎期間，李寶利取得了28場頭馬勝仗，當中更在阪神競馬場憑策騎「拳壇奇蹟」攻下了高松宮紀念賽錦標。此外，他在日本客串策騎期間亦曾顆拍「統治地位」攻下了日経新春盃 ，以及憑策騎「邁向輝煌」勝出了京都紀念賽。
2011-2012年度馬季，李寶利首次到香港作短期客串策騎，並在期間取得了6場頭馬勝仗。李寶利完成在香港的短期客串策騎後，回到法國效力，其間憑策騎「都柏林頌」攻下了嘉登大賽。2012-2013年度馬季，李寶利再度來香港作三個月的短期客串策騎，並取得了13場頭馬勝仗。
2012年2月26日，李寶利首次以香港賽馬會騎師身份在沙田馬場上陣，並獲安排策騎「叻叻仔」、「天妙星」、「敏歡騰」、「喜運財星」、「華利多」、「環保戰士」及「寶正勁」七匹坐騎。
2012年4月9日，李寶利於沙田馬場第五場賽事憑策騎「尚駿心」取得來港發展以來的首場頭馬勝仗，其後在第七場賽事憑策騎「美的人生」再下一城，令他首次在港「起孖」。
2012年4月29日，李寶利憑策騎「統治地位」攻下女皇盃，贏得他來港以來首項的一級賽錦標。
2012年5月27日，李寶利在策騎「幸運紀錄 」期間，因受到韋達策騎的「無懼風雨」折足意外而導致他墮馬受傷。李寶利經送院檢驗後，證實右手手腕骨裂，幸好情況不太嚴重，他可在當晚自行出院之餘，並決定提早離港返回意大利繼續效力。
2013-2014年度馬季，李寶利分別在2013年11月至2014年1月和2014年5月4日再度來香港作短期客串策騎，並取得了11場頭馬勝仗。
2015年1月1日，李寶利憑策騎「環保之星」、「點解」、「寶貝王」及「天笑」取得了四場頭馬勝仗，除了是他首次在香港贏得單日四場頭馬外，亦令他首度封騎師王。
2016-2017年度馬季，李寶利再度獲香港賽馬會牌照委員會發出馬會騎師牌照，准許他在2016年11月1日至2017年3月19日期間在香港上陣，期後他獲牌照委員會延長其牌照至馬季結束為止。
2016年11月9日，李寶利於跑馬地馬場策騎「正先生」入直路前轉彎期間懷疑坐騎失蹄，導致他被拋下墮馬，跌到地上再彈起，並在地上翻滾數圈，場面驚險。李寶利其後被送往瑪麗醫院作進一步檢查和治理，送院時他仍然清醒，其後經詳情檢查後，證實他左膝半月板撕裂，腳眼亦有輕微骨裂，需進行手術，預料需要養傷六至八星期。  
2017年6月4日，在莫雷拉及潘頓均遠赴日本出戰安田紀念賽下，李寶利於當天獲得較多實力坐騎支持，結果他在當天大發神威，先後憑策騎「天下為攻」、「常豐裕」、「大笑大少」及「蒙古王」取勝，繼2015年1月1日後再次單日贏得四場頭馬，亦令他再一次勝出當天的騎師王。
2016-2017年度馬季，李寶利合共取得15場頭馬勝仗。
2017-2018年度馬季，李寶利獲香港賽馬會牌照委員會發出全季騎師牌照，令他得以首度在港整季上陣。
2018年1月17日，李寶利於跑馬地馬場第八場賽事憑策騎姚本輝馬房的「陀飛輪」，替練者取得來港發展以來的第700場頭馬勝仗。
2018年3月23日，李寶利於沙田馬場替「辣得很」進行第一組試閘期間，其坐騎失蹄導致他被拋下墮馬。李寶利其後經詳情檢查後，證實他右邊鎖骨骨折，需進行手術。至於「辣得很」則重傷而遭人道毀滅。 
2018年6月10日，李寶利於沙田馬場尾場賽事憑策騎容天鵬馬房的「閃耀鑽皇」取勝，贏得他從騎以來第1,500場頭馬。
2018年11月21日，李寶利於跑馬地馬場第八場賽事憑策騎葉楚航馬房的「紅星」，贏得在港第100場頭馬。
2019-2020年度馬季，李寶利贏得5場頭馬，在港策騎多年的他合共累積勝出122場頭馬，其在港勝出最後一場頭馬在2019年12月1日於沙田馬場憑策騎方嘉柏馬房的「達心星」取得。

### 轉戰美國
2019-2020年度馬季，雖然李寶利獲發全季騎師牌照，但他決定於2019年12月16日起撤銷馬會騎師牌照，獲香港賽馬會牌照委員會准許。李寶利表示在港支持度欠奉且發展平淡，而他希望贏取更多大賽，故他決定離港另作發展，並轉戰美國繼續其策騎生涯。
2020年7月16日，李寶利在社交網站表示其新型冠狀病毒測試呈陽性，須隔離及休戰一段時間。他康復復出後越戰越勇，一直位列德爾馬場榜首騎師，並多番攻下級制賽，當中他於9月7日更替高多芬陣營攻下德爾馬打吡。

## 主要勝出賽事
意大利
- 泰斯奧錦標（英语：Premio Lydia Tesio） - (1) - Aoife Alainn (2010)  * (賽事於2010年為一級賽，其後於2019年由一級賽降格為二級賽)

- 共和國總統大賽（英语：Premio Presidente della Repubblica） - (2) - 易得中 (2011)、Cleo Fan (2015)

- 意大利準則大賽（英语：Gran Criterium） - (1) - Priore Philip (2013)

- 里博錦標（英语：Premio Ribot） - (1) - 防衛裝備 (2015)

- 柏士錦標（英语：Premio Primi Passi） - (1) -  雷令 (2008)

- 意大利二千堅尼（英语：Premio Parioli） - (1) - 馬飛龍 (2013)

- 卡洛維托甸尼錦標（英语：Premio Carlo Vittadini） - (2) - 防衛裝備 (2015、2016)

 法國
- 嘉登大賽（英语：Prix du Cadran） - (1) - 都柏林頌 (2012)

- 準則國際錦標（英语：Critérium International (horse race)） - (1) - Vert De Grece (2014)

- 卡爾瓦多斯大賽（英语：Prix du Calvados）- (1) - 自鳴得意 (2012)

- 馬拉威特大賽（英语：Prix de Malleret） - (1) - Pacific Rim (2013)

- 普望錦標（英语：Prix de Pomone） - (1) - Star Lahib (2014)

- 巴黎市議會大賽（英语：Prix du Conseil de Paris） - (1) - 明朝盛世 (2015)

- 賈嘉利大賽（英语：Prix Kergorlay） - (1) -  追不到 (2016)

- 橡樹大賽（英语：Prix des Chênes） - (1) - Pearl Flute (2012)

- 皇家宮殿錦標（英语：Prix du Palais-Royal）- (1) - Pearl Flute (2013)

- 埃及女王錦標（英语：Prix Cléopâtre） - (1) - 小夜鶯 (2015)

- 木頭錦標（英语：Prix du Bois） - (1) - Fly On The Night (2015)

- 蘭尼拉錦標 - (1) - 風箏飛翔 (2012)[15]

- 精彩錦標 - (1) - On Call Now (2012) [16]

- 里昂準則錦標 - (1) - 翠善雅 (2015)[17]

- 克爾方丹錦標 - (1) - 明朝盛世 (2015) [18]

- 嘉樂時錦標 - (1) - 追不到 (2016)[19]

 德國
- 千里錦標（英语：Meilen-Trophy） - (1) - 防衛裝備 (2016)

- 冬季熱門錦標（英语：Preis des Winterfavoriten） - (1) - 繁華故都 (2015)

 日本
- 高松宮紀念賽 - (1) - 拳壇奇蹟 (2011)

- 日経新春盃 - (1) - 統治地位 (2011)

- 京都紀念賽 - (1) - 邁向輝煌 (2011)

 香港
- 女皇盃 - (1) - 統治地位 (2012)

 美國
- 聖雅尼塔打吡（英语：Santa Anita Derby） - (1) - Rock Your World (2021)

- 舒密加一哩錦標（英语：Shoemaker Mile Stakes） - (2) - Smooth Like Strait (2021)、Johannes (2024)

- 敢勵錦標（英语：Gamely Stakes） - (2) - Ocean Road (2022)、Anisette (2024)

- 德爾馬橡樹大賽（英语：Del Mar Oaks） - (1) - Anisette (2023)

- 必利時錦標 - (1) - Journalsim (2025)

- 赫斯基錦標（英语：Haskell Stakes） - (1) - Journalsim (2025)

- 德爾馬讓賽（英语：Del Mar Handicap） - (1) - Red King (2020)

- 德爾馬打吡（英语：Del Mar Derby） - (1) - Pixelate (2020)

- 曙光打吡（英语：Twilight Derby） - (1) - 暢遊海峽 (2020)

- 金剛威錦標（英语：Goldikova Stakes） - (2) - Maxim Rate (2020)、Going Global (2022)

- 祖夏南德錦標（英语：Joe Hernandez Stakes） - (1) - Chewing Gum (2022)

- 聖雅尼塔橡樹大賽（英语：Santa Anita Oaks） - (1) - Desert Dawn (2022)

- 聖克萊門特錦標（英语：San Clemente Stakes） - (1) - Bellabel (2022)

- 黃帶讓賽（英语：Yellow Ribbon Handicap） - (2) - Going Global (2022)、Closing Remarks (2023)

- 卡皮斯特拉諾錦標（英语：San Juan Capistrano Stakes） - (1) - Red King (2020)

- 祖拿讓賽（英语：La Jolla Handicap） - (1) - 暢遊海峽 (2020)

- 聖塔安娜錦標（英语：Santa Ana Stakes） - (1) - Going To Vegas (2021)

- 雷霆大道錦標（英语：Thunder Road Stakes） - (1) - 策馬啟程 (2021)

- 仙履嘉聲錦標（英语：Las Cienegas Stakes） - (1) - Amy C (2023)

- 三藩市一哩錦標（英语：San Francisco Mile Stakes） - (1) - Balnikhov (2023)

- 聖路士維錦標（英语：San Luis Rey Stakes） - (1) - Offlee Naughty (2023)

## 成就
- 意大利冠軍騎師 - (2) - (2009年、2010年)

## 在港策騎成績
| 年度        | 冠  | 亞  | 季  | 殿  | 第五 | 出賽次數 | 所贏獎金（港元） | 備註                                                   |
| ----------- | --- | --- | --- | --- | ---- | -------- | ---------------- | ------------------------------------------------------ |
| 2011 - 2012 | 6   | 5   | 10  | 7   | 6    | 107      | $ 13,582,750     | 客串策騎 (由2012年2月至2012年5月)                      |
| 2012 - 2013 | 13  | 14  | 19  | 23  | 21   | 204      | $ 13,709,750     | 客串策騎 (由2012年11月至2013年3月)                     |
| 2013 - 2014 | 11  | 9   | 9   | 11  | 11   | 128      | $ 10,295,750     | 客串策騎 (由2013年11月至2014年1月及冠軍一哩賽賽日賽事) |
| 2014 - 2015 | 16  | 15  | 29  | 23  | 19   | 232      | $ 18,229,875     | 客串策騎 (由2014年11月至2015年3月)                     |
| 2015 - 2016 | 0   | 4   | 2   | 4   | 2    | 25       | $ 2,108,600      | 客串策騎 (由2015年12月13日至12月23日)                  |
| 2016 - 2017 | 15  | 22  | 29  | 23  | 22   | 262      | $ 19,315,312     | 策騎首季 (由2016年11月至季尾)                          |
| 2017 - 2018 | 31  | 33  | 34  | 40  | 36   | 465      | $ 39,452,275     | 第2季                                                  |
| 2018 - 2019 | 25  | 34  | 48  | 45  | 46   | 495      | $ 37,546,525     | 第3季                                                  |
| 2019 - 2020 | 5   | 8   | 8   | 13  | 7    | 110      | $ 7,078,860      | 第4季                                                  |
| 總計        | 122 | 144 | 188 | 189 | 170  | 2,028    |                  |                                                        |

## 在港策騎資料
|                      | 日期          | 賽事                              | 場地 | 馬場     | 馬名     | 練馬師   | 名次 | 獨贏賠率 |
| -------------------- | ------------- | --------------------------------- | ---- | -------- | -------- | -------- | ---- | -------- |
| 初出賽               | 2012年2月26日 | 第四班 - 1200米                   | 草地 | 沙田馬場 | 叻叻仔   | 鄭俊偉   | 7    | 10       |
| 首勝利               | 2012年4月9日  | 第四班 - 1000米                   | 草地 | 沙田馬場 | 尚駿心   | 胡森     | 1    | 14       |
| 級際賽初出賽         | 2012年3月4日  | 一級賽 - 1400米（女皇銀禧紀念盃） | 草地 | 沙田馬場 | 傾力之城 | 約翰摩亞 | 6    | 39       |
| 級際賽首勝利         | 2012年4月29日 | 一級賽 - 2000米（女皇盃）         | 草地 | 沙田馬場 | 統治地位 | 角居勝彥 | 1    | 5.5      |
| 一級賽初出賽         | 2012年3月4日  | 一級賽 - 1400米（女皇銀禧紀念盃） | 草地 | 沙田馬場 | 傾力之城 | 約翰摩亞 | 6    | 39       |
| 一級賽首勝利         | 2012年4月29日 | 一級賽 - 2000米（女皇盃）         | 草地 | 沙田馬場 | 統治地位 | 角居勝彥 | 1    | 5.5      |
| 四歲系列經典賽初出賽 | 2014年1月19日 | 一級賽 - 1600米（香港經典一哩賽） | 草地 | 沙田馬場 | 好健康   | 苗禮德   | 5    | 63       |
| 四歲系列經典賽首勝利 | —             | —                                 | —    | —        | —        | —        | —    | —        |

## 個人生活
李寶利的現任女朋友Kimberley，是著名騎師巫斯義的女兒，在法國當模特兒。2017年7月，其未婚妻Kimberley為他誕下一名兒子。

## 外部連結
- 騎師資料 - 李寶利 （页面存档备份，存于）
- 李寶利傷勢輕微已離港